# DJ・クイック
DJ・クイック (ディー・ジェイ・クイック) (本名: デイビッド・マービン・ブレイク、1970年1月18日 - ）はラッパー、ソングライター、ディスクジョッキー、レコードプロデューサー。ウエストコーストヒップのGファンクスタイルでの制作で知られている。
ホップ。ブレイクは、スヌープ・ドッグ、クルプト (英語版)、トゥパックなどと協力してきました。ブレイクの芸名は、彼がどれだけ速く曲を作ることができたかに由来している 。代表曲は「Dollaz + Sense」、「Tonite」、「Born and Raised in Compton」、「Jus Lyke Compton」など。 
1991年にデビューアルバムQuik Is the Name (英語版)がリリースされた。このアルバムは、彼の2つのトップ20 R＆Bシングル「Tonite」と「Born  and Raised in Compton」のヒットによって主導されました。アルバムは最終的にアルバムチャートで10位になり 、RIAAによるプラチナだった。しかしその後はヒットしたアルバムはなかった。彼は2nd・II・ナン (英語版)を制作した。

## ディスコグラフィー
- Quik Is the Name（1991） [7]
- Way 2 Fonky（1992）
- Safe + Sound（1995） [8]
- Rhythm-al-ism（1998）
- Balance & Options（2000）
- Under tha Influence（2002）
- Trauma（2005）
- The Book of David（2011）
- The Midnight Life（2014） [9]